# 471
El 471 (CDLXXI) fou un any comú començat en divendres del calendari julià.

## Esdeveniments
- Aspar i els seus fills són assassinats a Constantinoble.[1]
- Inici del regnat de Teodoric el Gran entre els ostrogots.